# Pikkelyes fagomba
A pikkelyes fagomba (Neolentinus lepideus) a Gloeophyllaceae családba tartozó, Eurázsiában, Dél-Afrikában és Észak-Amerikában elterjedt, fenyők elhalt törzsén élő, nem ehető gombafaj. 

## Megjelenése
A pikkelyes fagomba kalapja 3-15 cm széles, alakja fiatalon domború, majd széles domborúan, végül laposan kiterül. Széle sokáig begöngyölt marad. Színe fehér vagy okkersárgás. Felülete száraz és nagy, rányomott, sötét pikkelyekkel díszített.
Húsa viszonylag vastag, szívós, ruganyos. Színe fehér, sérülésre nem változik. Szaga gyengén ánizsos vagy erjedő gyümölcsre emlékeztet, íze nem jellegzetes.  
Sűrű lemezei éppen a tönkhöz nőttek vagy kissé lefutók; sok a féllemez, élük durván fűrészes. Színük fiatalon fehér, később sárgás-okkerszínű.
Tönkje 2–10 cm magas és 2–4 cm vastag. Alakja nagyjából hengeres. Színe fehéres, pikkelyek borítják, amelyek a töve felé vörösesbarnák lesznek. Gallérja hamar lekopik.
Spórapora fehér. Spórája ellipszis vagy henger alakú, sima, vékony falú, mérete 8–11 x 3–4,5 µm.

### Hasonló fajok
A nyárfán növő nyár-fagomba, a sörtés dücskőgomba vagy a pihés laskagomba hasonlíthat hozzá.  

## Elterjedése és termőhelye
Eurázsiában, Észak-Amerikában és Dél-Afrikában honos. Magyarországon ritka.
Fenyőfák elhalt törzsén nő, a feldolgozott, vegyszerekkel kezelt faanyagban (pl. vasúti talpfa) is megélhet. A faanyagban barnakorhadást okoz. Májustól októberig terem.  
Nem mérgező, de szívós húsa miatt nem ehető. 

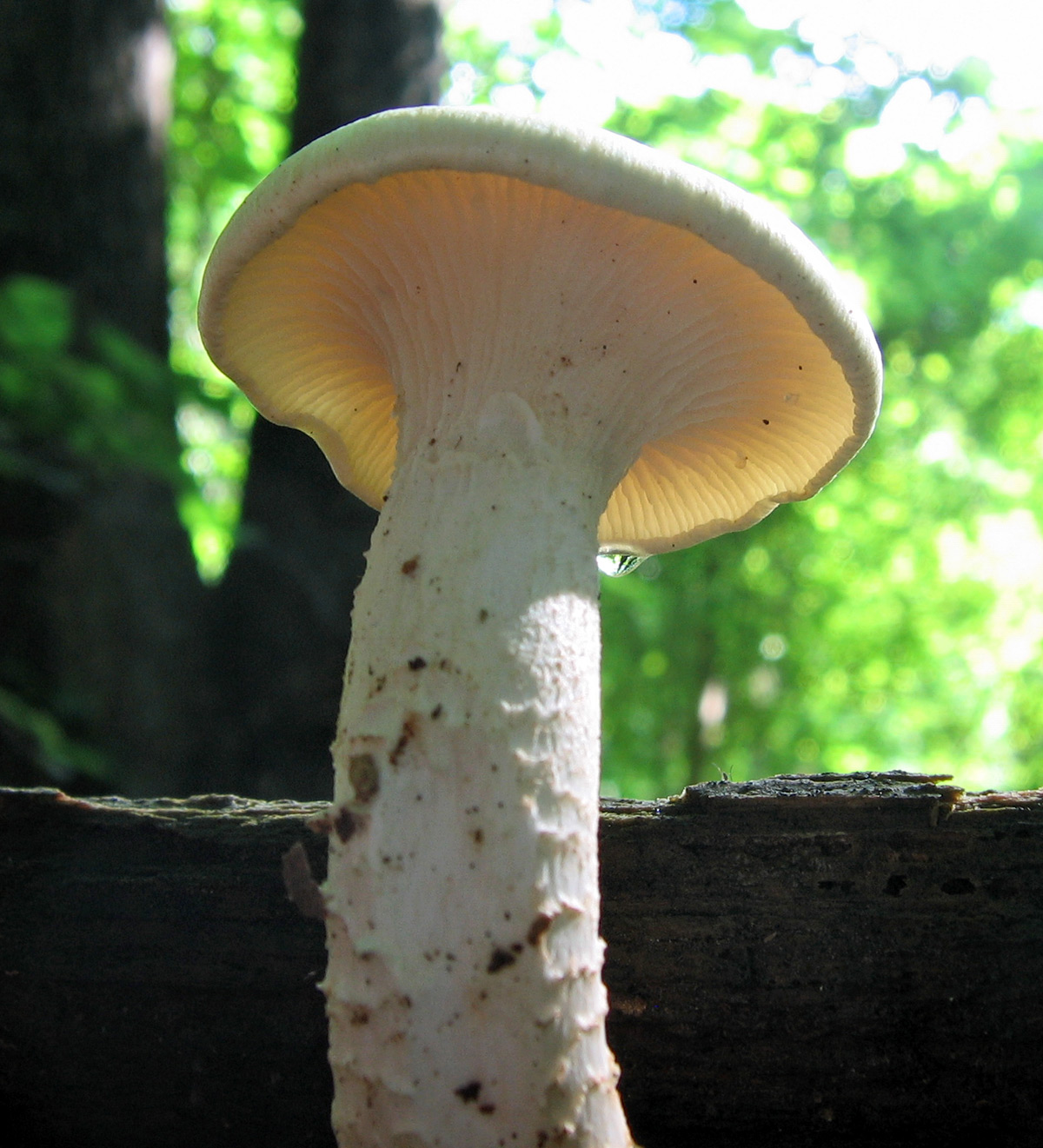
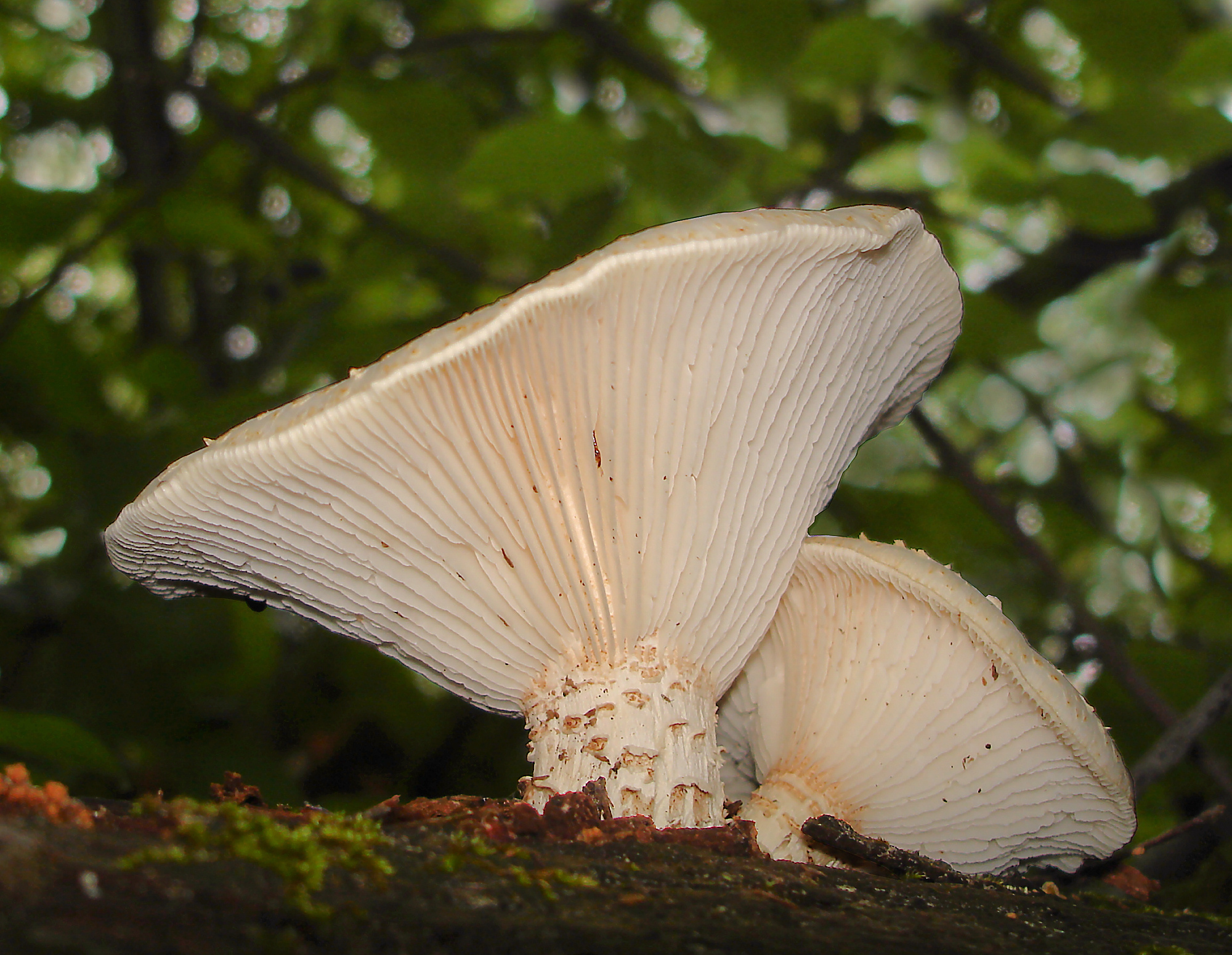
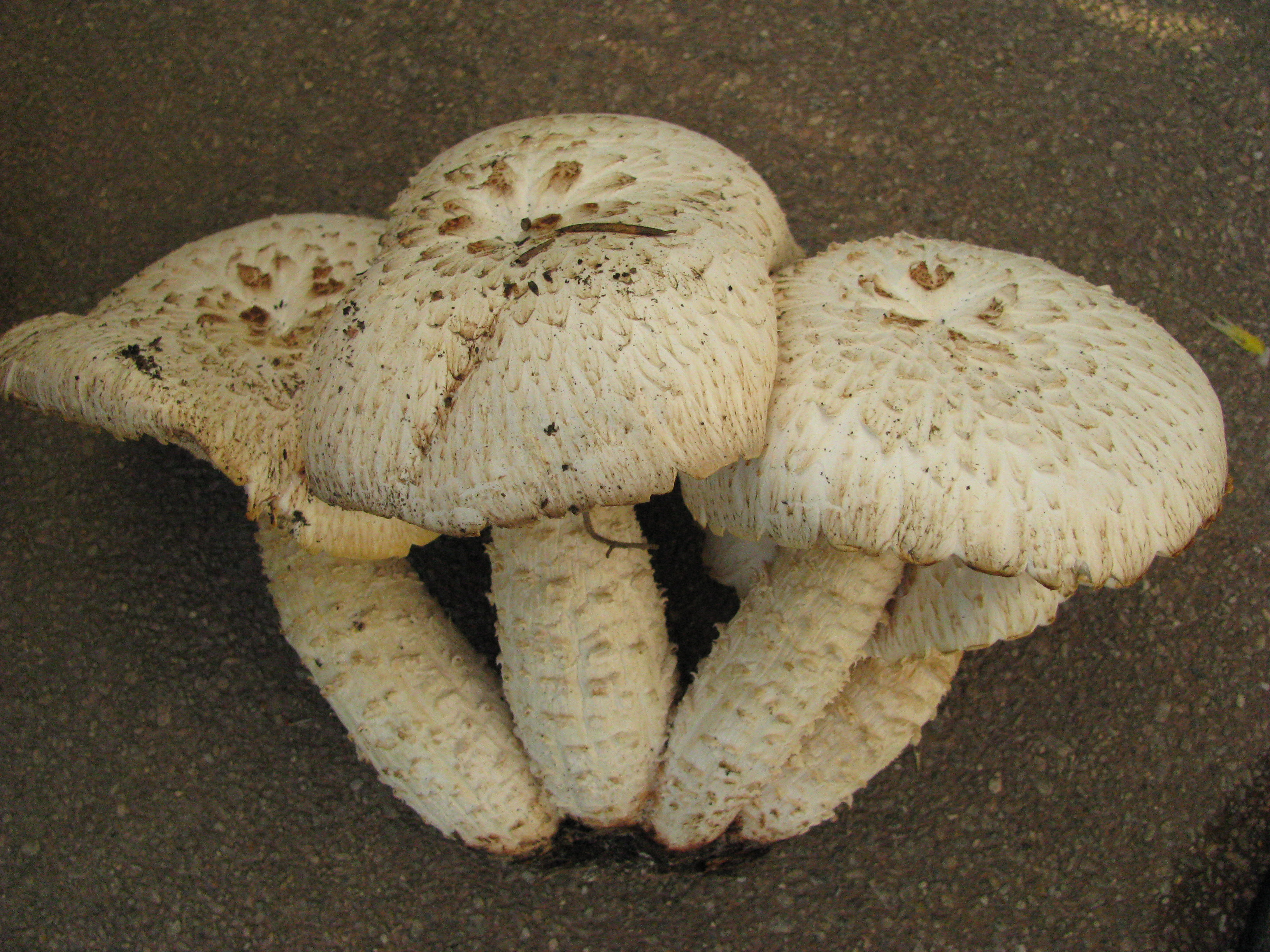
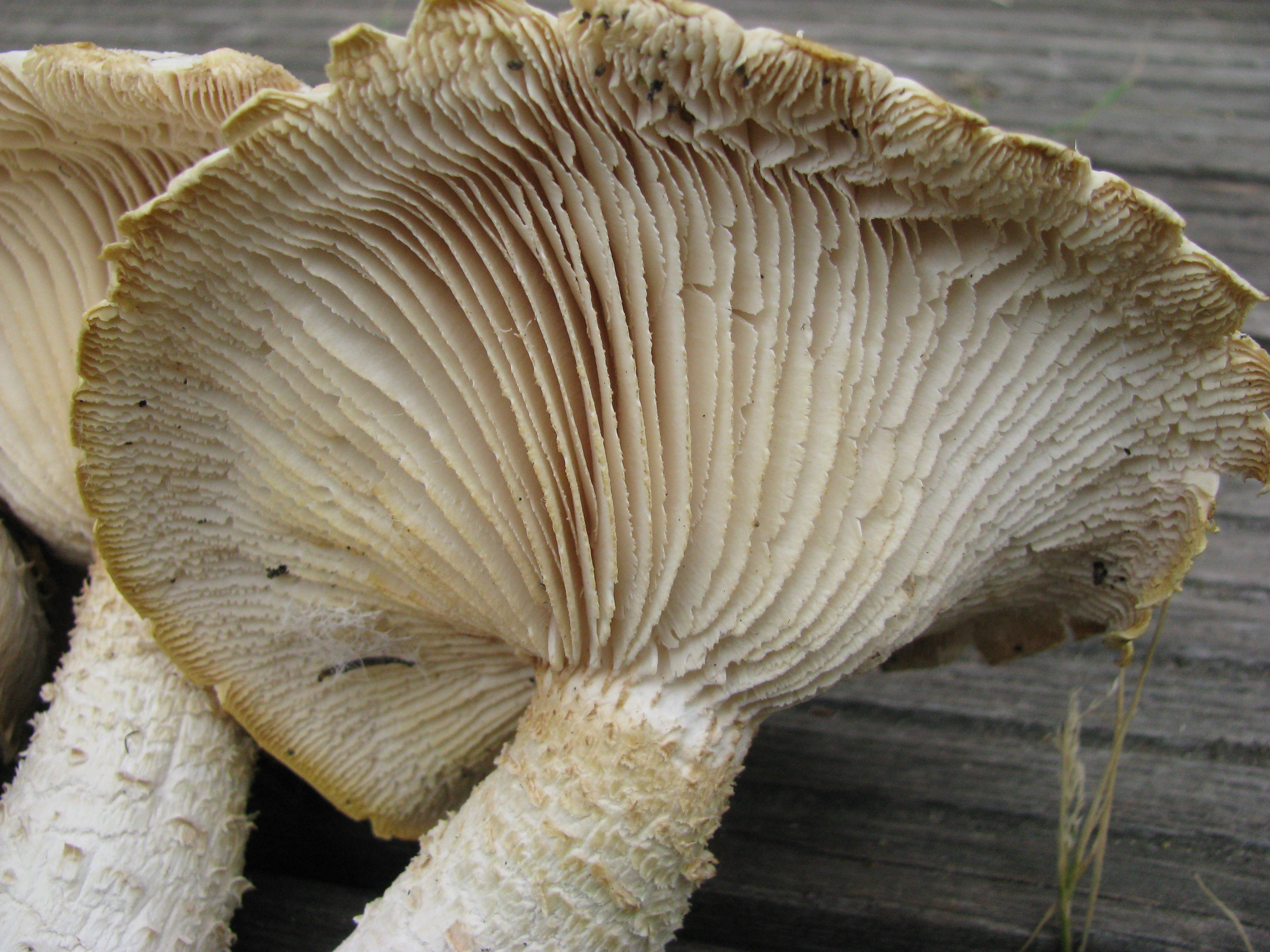
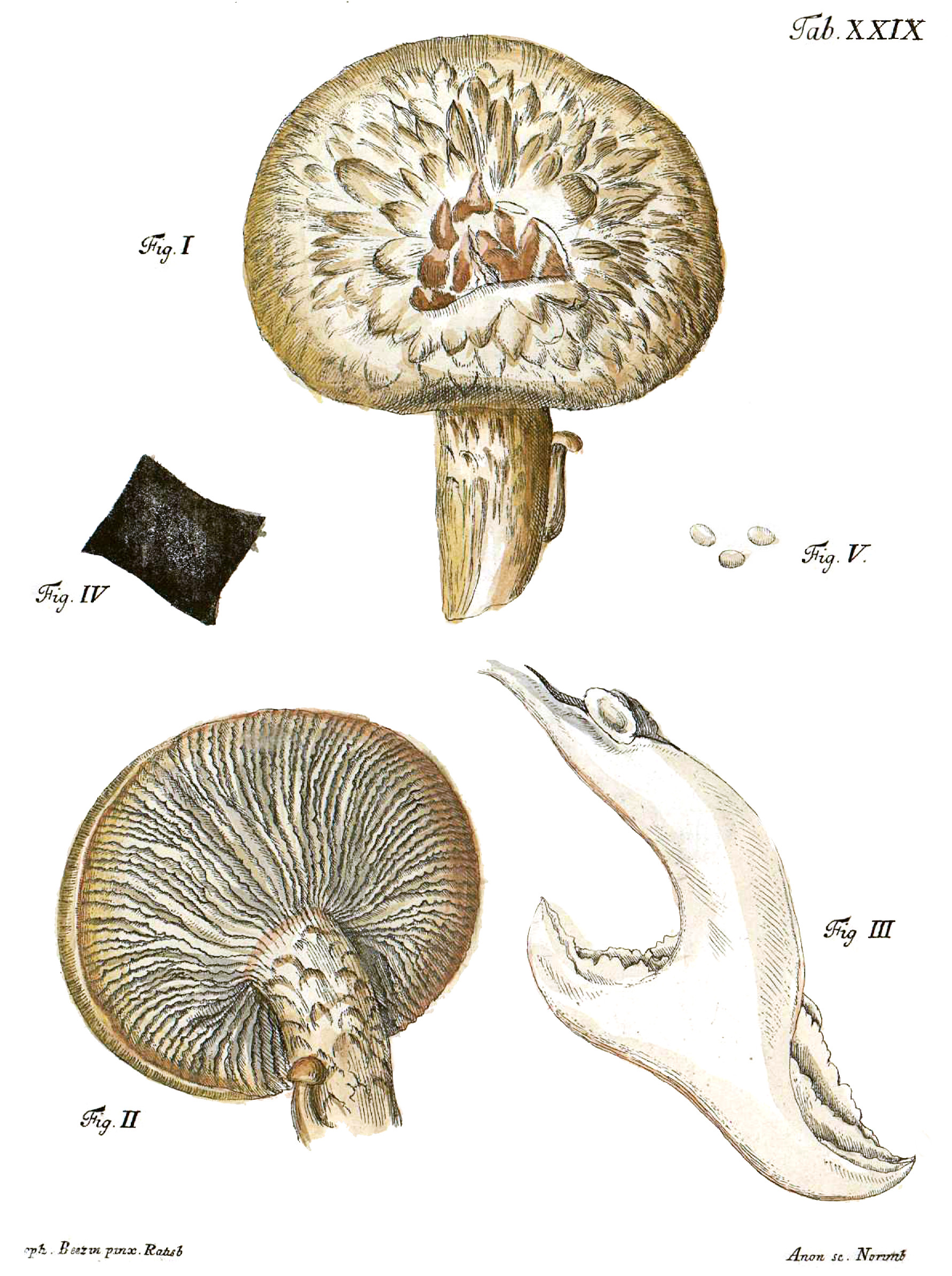